# Костриця різнолиста
{{#ifeq:0|0|{{#if:Festuca heterophylla|{{#if:|[[]}}|[[]]}}}}
Костриця різнолиста (Festuca heterophylla) — вид однодольних квіткових рослин з родини злакових (Poaceae).

## Опис
Це багаторічна гола рослина 50–120 см. Стебла досить міцні; листя зелене, двох форм. Листки вегетативних пагонів волосоподібні, 0.3–0.6 мм у діаметрі, стеблові листки плоскі, 3–5 мм завширшки. Волоть зеленувата, довгаста, нещільна, однобока, 5–15 см завдовжки, на верхівці поникає. Колоски довгасті, (6)8–12 мм завдовжки, переважно зелені, не блискучі; нижні квіткові луски 4.5–6 мм завдовжки, з остюком 2–4 мм завдовжки. Цвітіння: червень — серпень. 2n=28.

## Поширення
Вид росте в Європі (Австрія, Бельгія, Швейцарія, Німеччина, Угорщина, Нідерланди, Польща, Словаччина, Україна, Албанія, Болгарія, Греція, Хорватія, Італія, Румунія, Сербія, Іспанія (включаючи Балеарські острови), Франція (включаючи Корсику)) й Західній Азії (Туреччина, Грузія).
В Україні росте у тінистих лісах із дуба скельного — у передгірських районах Закарпаття, на крутих схилах до Дністра у Тернопільській та Одеській областях, зрідка та рідко; у Карпатських лісах, дуже рідко.

## Використання
У садівництві використовується для одновидових декоративних і екстенсивних газонів, рідше скошуються і удобрюються. Найчастіше використовується в газонних сумішах. У сільському господарстві використовується як пасовищна трава. Трава дає найбільший урожай на другий рік після посіву і добре розвивається, а пучки утворюють подушки діаметром кілька сантиметрів.